# اچ‌ام‌اس فینکس (۱۹۱۱)
اچ‌ام‌اس فینکس (۱۹۱۱) (به انگلیسی: HMS Phoenix (1911)) یک زیردریایی بود که طول آن ۷۵ متر (۲۴۶ فوت) بود. این زیردریایی در سال ۱۹۱۱ ساخته شد.